# Adrien-Léon Lacordaire
Pour les articles homonymes, voir Lacordaire.
Adrien Léon Lacordaire, est un ingénieur des mines, promoteur immobilier, urbaniste, historien de l'art français, né à Recey-sur-Ource le 16 mai 1803, mort à Suresnes le 24 septembre 1895 .
Il a créé le quartier Saint-Bernard à Dijon et, directeur de la manufacture des Gobelins, il est l'auteur de la première histoire de la manufacture des Gobelins à partir de documents.

## Biographie

### Jeunesse et formation
Adrien Léon Lacordaire est le fils de Nicolas Lacordaire, médecin de la marine française pendant la Guerre d'indépendance aux États-Unis et d'Anne Marie Dugied, fille d'un avocat au parlement de Bourgogne. Il est le frère de Henri-Dominique Lacordaire (1802-1861), restaurateur en France de l'ordre des Prêcheurs (dominicains), membre de l'Académie française, successeur de Tocqueville au siège no 18 en 1860, et de Théodore Lacordaire (1801-1870), professeur de zoologie et d'anatomie comparée à l'Université de Liège, auteur de nombreux ouvrages sur les coléoptères (et en particulier une Histoire naturelle des insectes en 9 volumes (1854-189), et de Pierre Nicolas Télèphe Lacordaire (1810-1886), chef d'escadrons, officier de la Légion d'honneur.
Il est sorti major de sa promotion de l'École des mineurs de Saint-Étienne (9 août 1825). Il s'installe comme ingénieur civil à Dijon, en 1837.

### Maire adjoint de Dijon
Adrien Léon Lacordaire est nommé maire adjoint de Dijon le 10 août 1843.

### Le quartier Saint-Bernard à Dijon
Adrien Léon Lacordaire a créé le quartier Saint Bernard à Dijon à l'initiative des milieux catholiques et légitimistes. Il en a conçu les plans et créé une société qui a acquis les terrains et fait exécuter les travaux suivant ses plans entre 1841 et 1845. Il a apporté à la société huit maisons et 33 192 m2 de terrain lui appartenant,.
Après la réalisation du quartier, la municipalité de Dijon a décidé d'élever un monument à saint Bernard qui a été conçu par Adrien-Léon Lacordaire, architecte à Dijon, réalisé par le sculpteur François Jouffroy. Le monument a été inauguré le 7 novembre 1847 sur la place Saint-Bernard.

### Architecte diocésain
Il est nommé architecte diocésain de Besançon et de Saint-Claude le 24 mai 1849. Il l'est resté jusqu'en 1892.

### Directeur de la Manufacture des Gobelins
Adrien Léon est nommé administrateur de la manufacture des Gobelins le 30 septembre 1850. Il en sera le directeur, au traitement annuel de huit mille Francs, jusqu’au 14 mai 1860 date de la réunion des manufactures des Gobelins et de Beauvais. 
Il a publié  Notice sur l'origine et les travaux des manufactures de tapisseries et tapis réunies aux Gobelins et catalogue des tapisseries qui y sont exposées en 1852. Comme l'écrit Jules Guiffrey, « cet ouvrage est le premier travail vraiment scientifique, composé sur des documents authentiques, concernant l'origine et l'histoire des Gobelins ».
Une analyse de la contribution d’Adrien Léon Lacordaire à l’histoire de la tapisserie a été faite par Pascal-François Bertrand, professeur d'histoire de l'art, université de Bordeaux 3, sur le site de l'Institut national de l'histoire de l'Art

## Erreur de prénom et confusions
Ferdinand Hoefer, dans la Nouvelle biographie générale lui a donné le prénom Antoine-Louis au lieu de celui de son état-civil, Adrien-Léon. Cette erreur a depuis été largement reprise comme on peut le voir sur le site de la Bibliothèque nationale de France. Le site de l'Institut national d'histoire de l'art mentionne l'erreur mais sous le nom de « Lacordaire, Antoine-Louis ». De même, Ferdinand Hoefer l'a confondu avec Jean Auguste Philibert Alexandre Lacordaire (1789-1860) en le faisant député de Gray entre 1839 et 1842.

## Publications
- Notice sur l'origine et les travaux des manufactures de tapisserie et de tapis réunies aux Gobelins et catalogue des tapisseries qui y sont exposées (1re édition), Manufacture des Gobelins/Roret/Techener, Paris, 1852 (lire en ligne)
- Notice historique sur les Manufactures impériales de tapisseries des Gobelins et de tapis de la Savonnerie précédée du catalogue des tapisseries qui y sont exposées (4e édition), Manufacture des Gobelins/Roret/Dumoulin/Plon, Paris, 1859 (lire en ligne)
- « Brevets accordés par les rois Henri IV, Louis XIII, Louis XIV et Louis XV à divers artistes peintres sculpteurs, graveurs, orfèvres, etc. », communiqués et annotés par A. L. Lacordaire, Directeur de la Manufacture impériale des Gobelins, dans Archives de l'art français, tome 3, 1853-1855, p. 189-286 (lire en ligne)
- « Lettre de Louis David sur la composition des quatre tableaux commandés par l’empereur », dans Archives de l'art français, tome 4, 1855, p. 33-40 (lire en ligne)
- « Joseph Vernet. Payements de ses tableaux des ports de France » communiqué par M. Lacordaire, dans Archives de l'art français, tome 4, 1855, p. 164-168 (lire en ligne)
- Recueillis par A.-L. Lacordaire, publiés par Jules-Joseph Guiffrey, État-civil des tapissiers des Gobelins au dix-septième et au dix-huitième siècles, Charavay frères libraires-éditeurs, Paris, 1897 (lire en ligne)